# Percorso cicloturistico Destra Po
Il percorso cicloturistico Destra Po è la pista ciclabile più lunga d'Italia, raggiungendo la lunghezza di 123,81 km; è parte integrante del ramo n. 2 della rete nazionale BicItalia. 

## Descrizione
Si sviluppa sull'argine destro del fiume Po in provincia di Ferrara da Stellata di Bondeno a Gorino. È stata inaugurata il 9 settembre 2001.

## Tratti

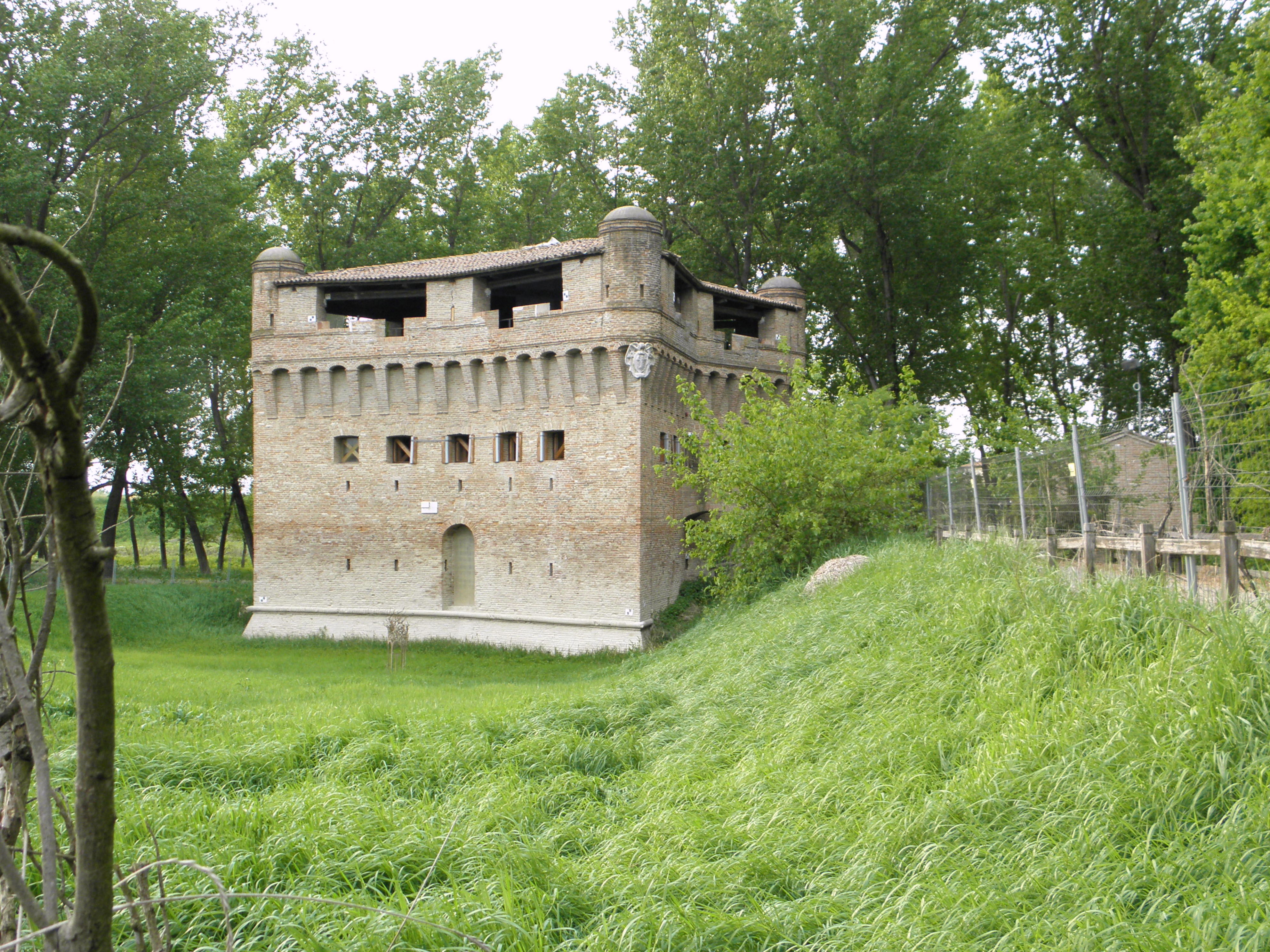
Rocca di Stellata

I tratti sono cinque:

### Stellata-Pontelagoscuro
- Lunghezza 36 km

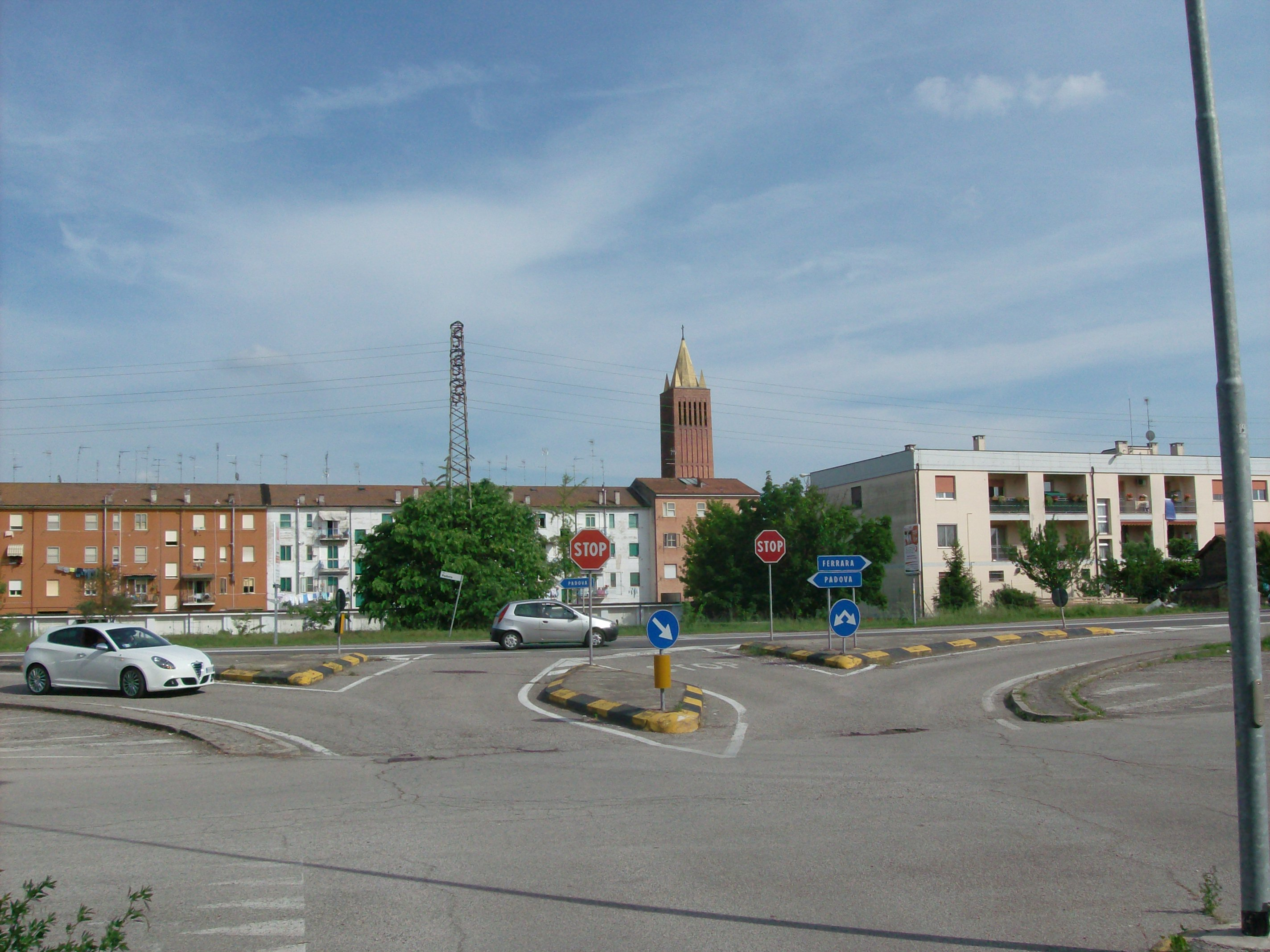
Pontelagoscuro

- Luoghi di interesse: rocca Possente di Stellata, oasi bosco di Porporana.

### Pontelagoscuro-Ro
- Lunghezza 15 km

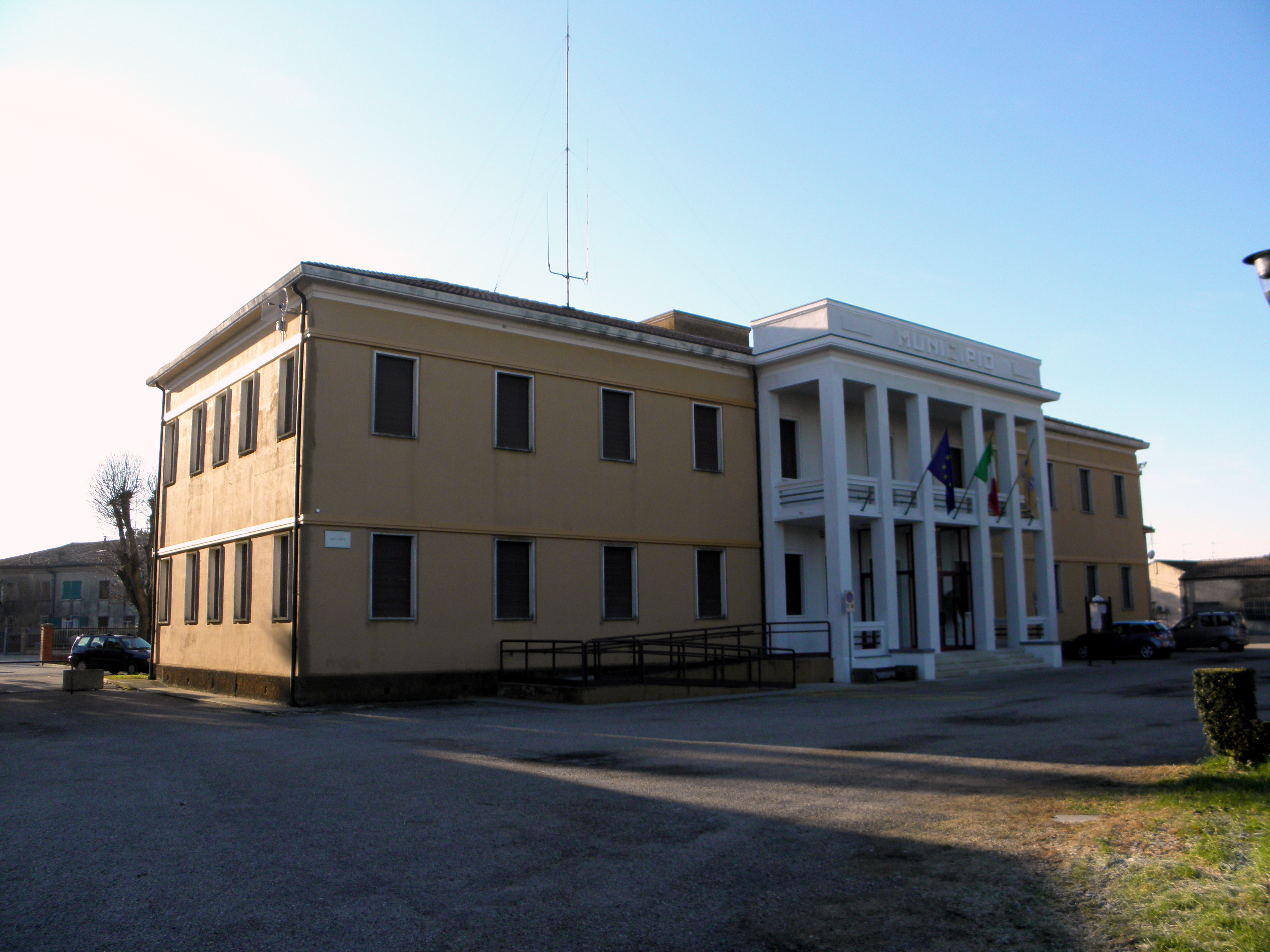
Ro

- Luoghi di interesse: oasi Isola Bianca, Delizia di Fossa d'Albero.

### Ro-Serravalle
- Lunghezza 28,5 km
- Luoghi di interesse: oasi di protezione Mulino del Po.

### Serravalle-Mesola
- Lunghezza 20,5 km

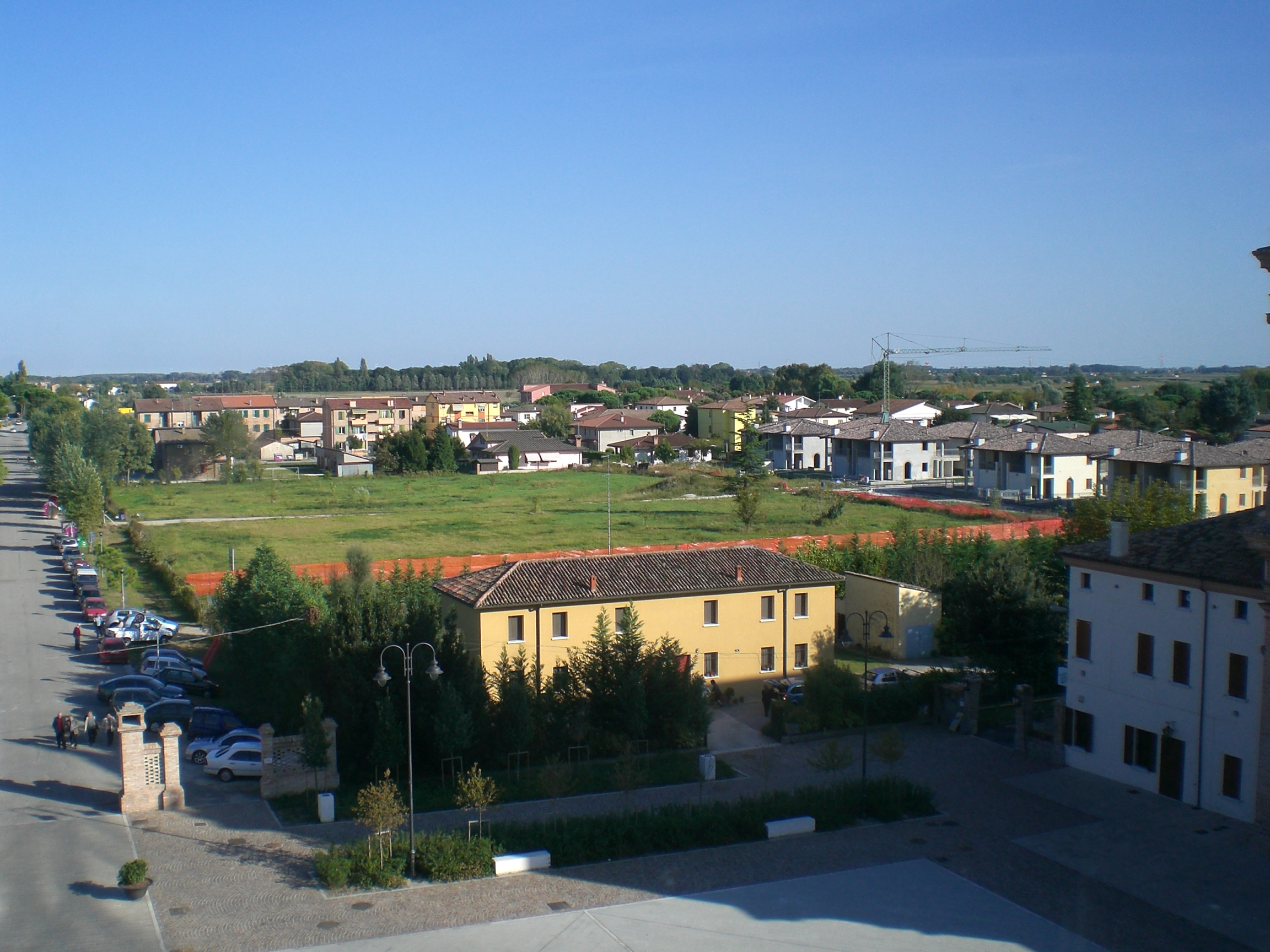
Mesola

- Luoghi di interesse: castello di Mesola.

### Mesola-Gorino
- Lunghezza 22,5 km
- Luoghi di interesse: parco del Delta del Po, bosco di Santa Giustina, idrovora torre dell'Abate, riserva naturale Bosco della Mesola.